# Eunothrotes derjugini
Eunothrotes derjugini är en insektsart som beskrevs av Adelung 1907. Eunothrotes derjugini ingår i släktet Eunothrotes och familjen Pamphagidae. Inga underarter finns listade i Catalogue of Life.